# Chaumont-en-Vexin
Pour les articles homonymes, voir Chaumont.
Chaumont-en-Vexin est une commune française située dans le département de l'Oise en région Hauts-de-France.

## Géographie

### Description

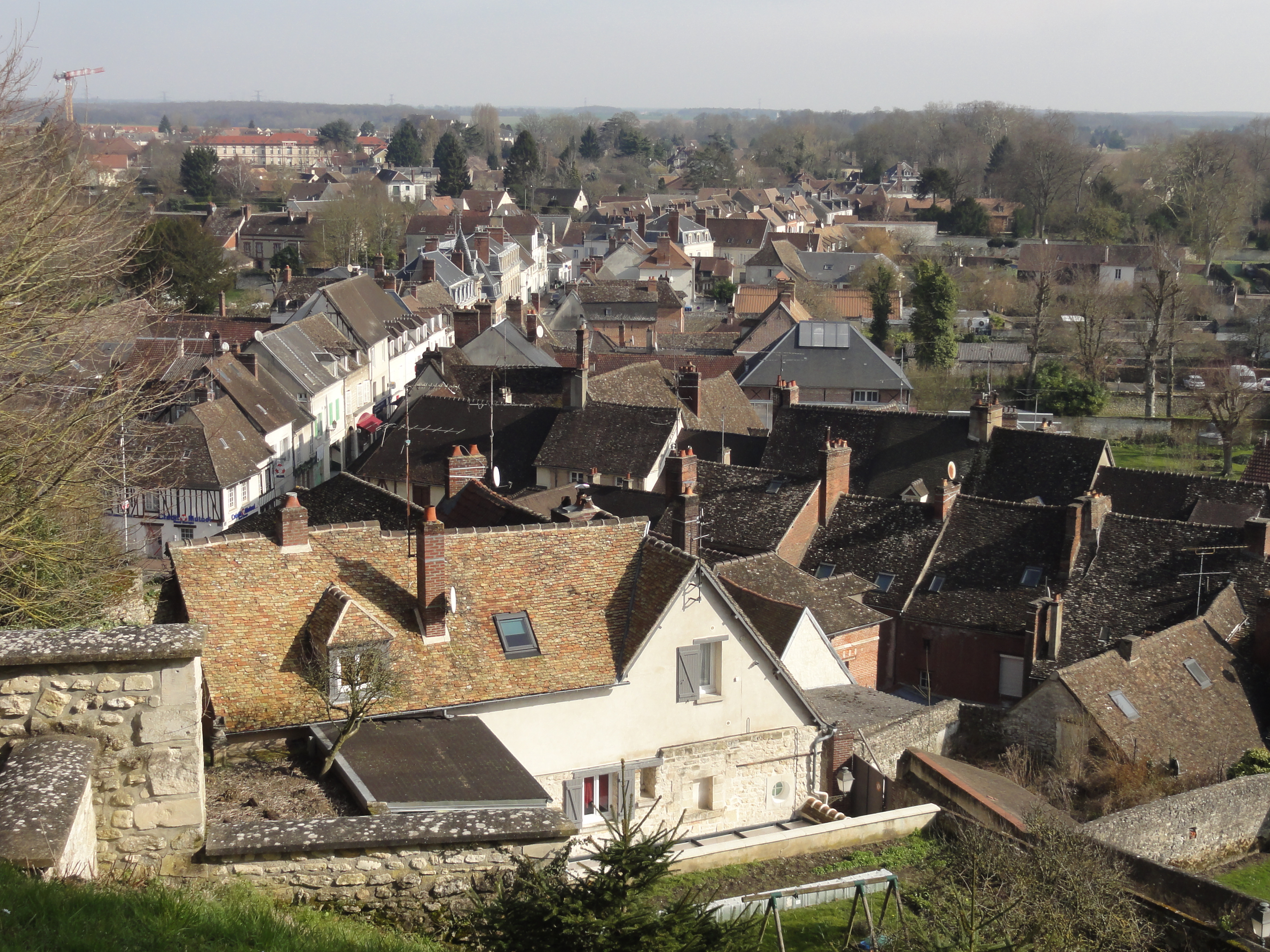
La ville vue depuis la Butte.

La commune de Chaumont est située dans le Vexin français, au sud-ouest du département de l'Oise, à 9 km de Gisors, 17 km de Magny-en-Vexin, 18 km d'Auneuil, 20 km de Méru et 28 km de Beauvais.
Elle se trouve dans l'aire d'attraction de Paris et la zone d'emploi de Beauvais, tout en étant la ville-centre de son unité urbaine et de son bassin de vie.

### Communes limitrophes
Les communes limitrophes sont  Delincourt, Jaméricourt, La Corne-en-Vexin, Liancourt-Saint-Pierre, Loconville, Reilly, Thibivillers, Trie-Château et Trie-la-Ville.
| Trie-la-Ville         | Jaméricourt Thibivillers | Énencourt-le-Sec |
| Trie-Château Chambors | Chaumont-en-Vexin        | Boissy-le-Bois   |
| Delincourt Reilly     | Liancourt-Saint-Pierre   | Loconville       |

### Géologie et relief
La superficie de la commune est de 18,54 km2 ; son altitude varie de 57  à   144 mètres. 
La ville se trouve en contrebas d'un plateau situé au sud de la commune et s'élevant à environ 125 mètres. Elle s'est construite tout autour et sur les flancs d'une butte-témoin attachée au nord de ce plateau. Cette importante butte centrale, de nos jours inhabitée, est recouverte de bois et de prés. Les versants fortement pentus du plateau, occupés par des bois, prolongent vers l'ouest (Bois de Gommerfontaine) et au sud-est la couverture végétale de cette butte.
Le pied de la butte forme à l'est une zone d'origine marécageuse en raison des nombreuses sources qui s'écoulent vers la vallée de la Troesne, petite rivière traversant la ville et formant une large boucle autour de cette butte. La partie de l'agglomération située à l'est comprend en majorité ses développements urbains récents : quartiers résidentiels, collège, etc.
Alors que le point le plus bas de la commune est à 57 mètres d'altitude, son territoire au nord et au nord-est, en majorité occupé par des terres agricoles, s'élève en une faible pente jusqu'à une centaine de mètres.

### Hydrographie

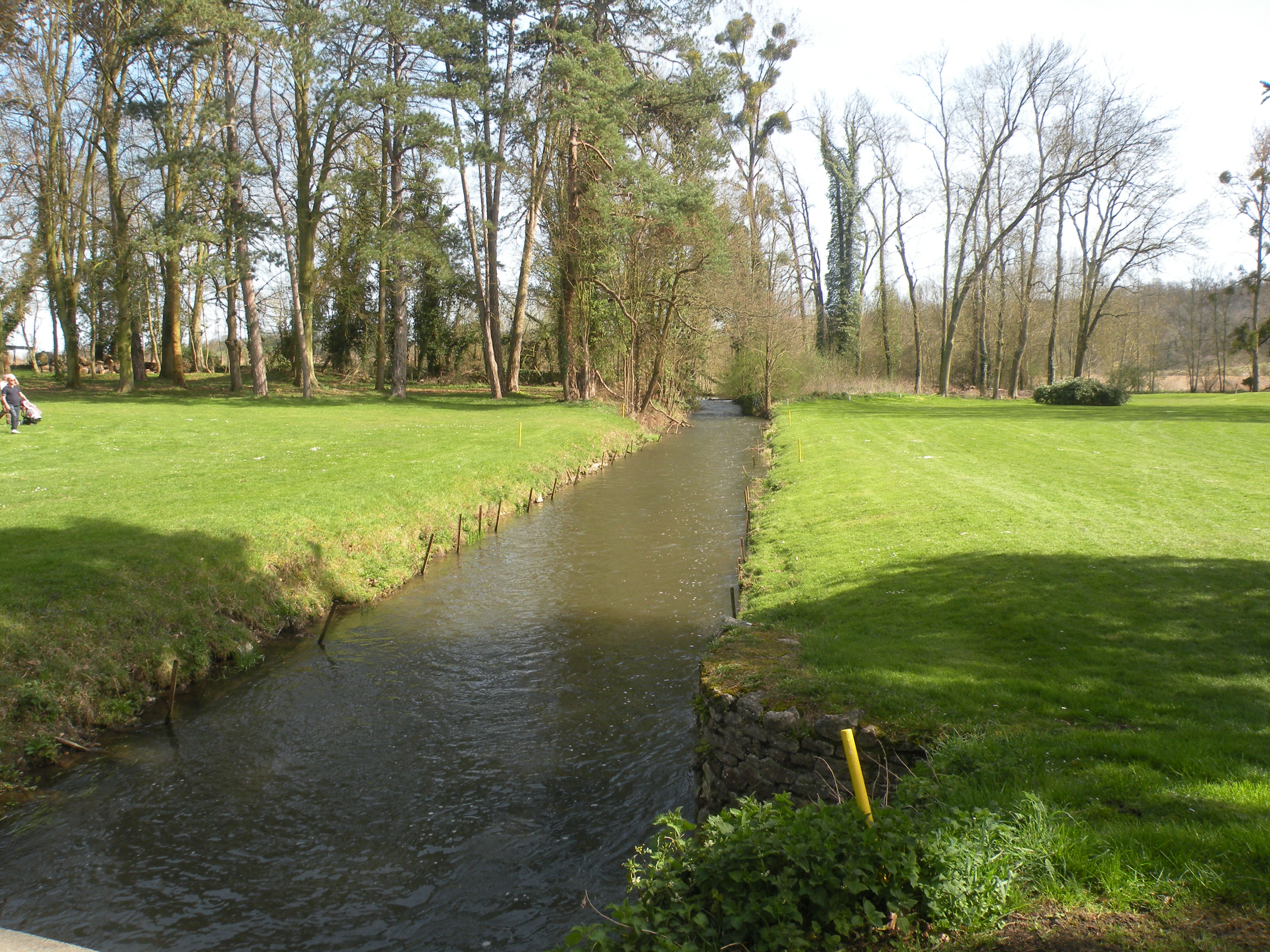
La Troesne au château de Bertichères.

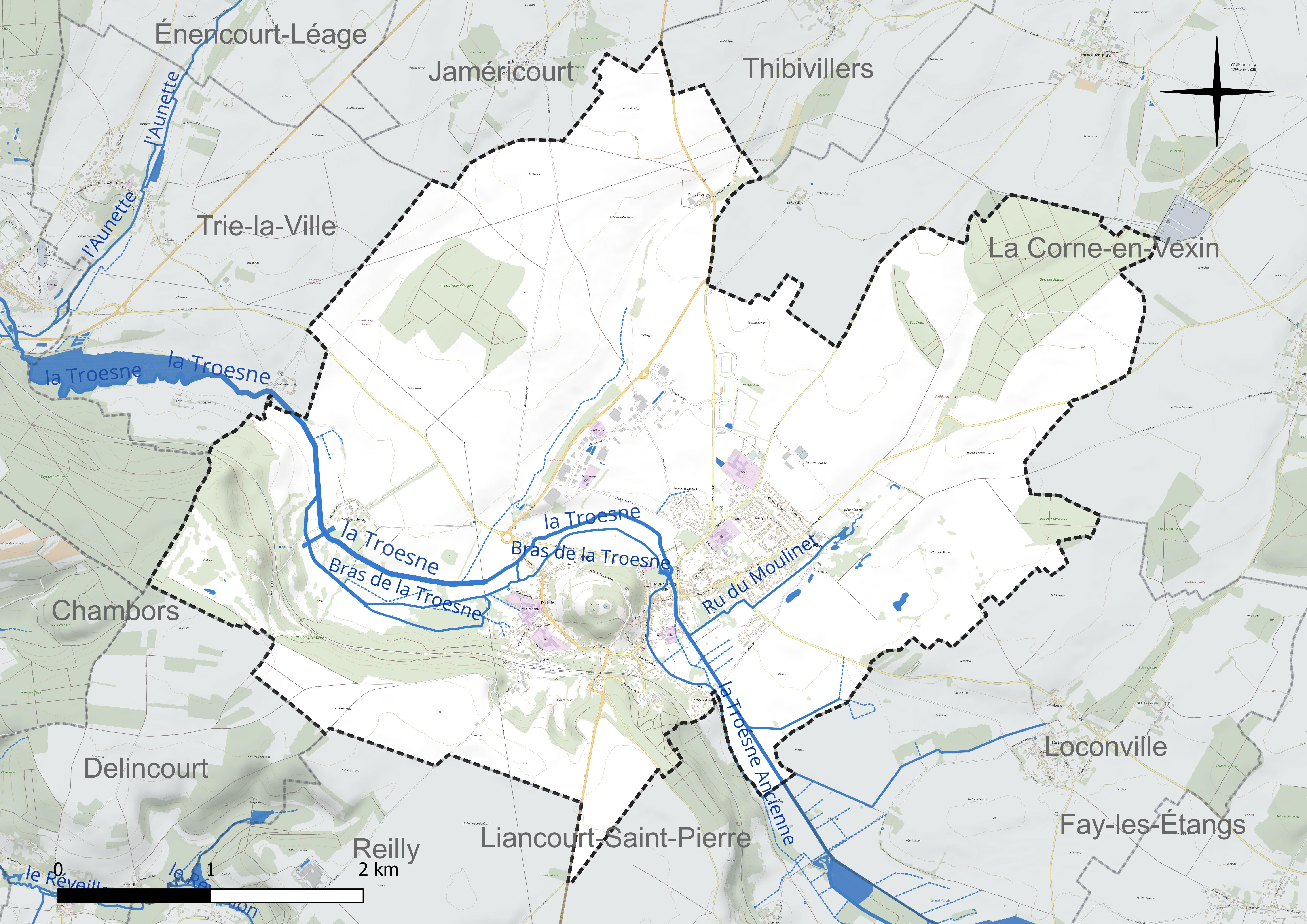
Réseau hydrographique de Chaumont-en-Vexin.

La commune est située dans le bassin Seine-Normandie. Elle est drainée par la Troesne, la Troesne Ancienne, le ru du Moulinet, divers bras de la Troesne et divers cours d'eau,.
La Troesne, d'une longueur de 27 km, prend sa source dans la commune de Hénonville et se jette  dans l'Epte à Gisors, après avoir traversé douze communes.
Le ru du Moulinet prend sa source dans la propriété du château du Rebetz.

### Climat
Pour des articles plus généraux, voir Climat des Hauts-de-France et Climat de l'Oise.
En 2010, le climat de la commune est de type climat océanique dégradé des plaines du Centre et du Nord, selon une étude du CNRS s'appuyant sur une série de données couvrant la période 1971-2000. En 2020, Météo-France publie une typologie des climats de la France métropolitaine dans laquelle la commune est exposée à un climat océanique et est dans la région climatique  Sud-ouest du bassin Parisien, caractérisée par une faible pluviométrie, notamment au printemps (120 à 150 mm) et un hiver froid (3,5 °C).
Pour la période 1971-2000, la température annuelle moyenne est de 10,7 °C, avec une amplitude thermique annuelle de 14,5 °C. Le cumul annuel moyen de précipitations est de 705 mm, avec 11 jours de précipitations en janvier et 7,7 jours en juillet. Pour la période 1991-2020, la température moyenne annuelle observée sur la station météorologique la plus proche, située sur la commune de Jaméricourt à 4 km à vol d'oiseau, est de 11,0 °C et le cumul annuel moyen de précipitations est de 695,7 mm,. Pour l'avenir, les paramètres climatiques de la commune estimés pour 2050 selon différents scénarios d'émission de gaz à effet de serre sont consultables sur un site dédié publié par Météo-France en novembre 2022.
| Mois                                  | jan.           | fév.            | mars          | avril         | mai           | juin            | jui.           | août           | sep.          | oct.          | nov.            | déc.             | année      |
| ------------------------------------- | -------------- | --------------- | ------------- | ------------- | ------------- | --------------- | -------------- | -------------- | ------------- | ------------- | --------------- | ---------------- | ---------- |
| Température minimale moyenne (°C)     | 1,5            | 1,4             | 3,1           | 4,5           | 7,5           | 10,3            | 12,3           | 12,4           | 10            | 7,7           | 4,4             | 2                | 6,4        |
| Température moyenne (°C)              | 4,1            | 4,6             | 7,3           | 9,8           | 13,1          | 16,2            | 18,7           | 18,5           | 15,4          | 11,7          | 7,4             | 4,6              | 11         |
| Température maximale moyenne (°C)     | 6,7            | 7,8             | 11,6          | 15,2          | 18,6          | 22,1            | 25,1           | 24,7           | 20,8          | 15,7          | 10,4            | 7,1              | 15,5       |
| Record de froid (°C) date du record   | −14,8 09.01.09 | −14,6 07.02.12  | −9,6 01.03.05 | −6 06.04.21   | −1,8 06.05.19 | −0,7 05.06.1991 | 2,6 04.07.1990 | 2,7 28.08.1998 | 0,1 30.09.18  | −4,1 28.10.03 | −8,6 24.11.1998 | −11,1 29.12.1996 | −14,8 2009 |
| Record de chaleur (°C) date du record | 15,6 27.01.03  | 19,4 24.02.1990 | 24,7 31.03.21 | 27,2 29.04.10 | 31 27.05.05   | 37,6 27.06.11   | 41,8 25.07.19  | 39,8 12.08.03  | 34,8 09.09.23 | 28,6 01.10.11 | 21,2 01.11.14   | 16,6 07.12.00    | 41,8 2019  |
| Précipitations (mm)                   | 60,5           | 49,8            | 50,7          | 49,3          | 59,1          | 54,1            | 61             | 56,4           | 47,9          | 63,1          | 64,4            | 79,4             | 695,7      |

### Milieux naturels et biodiversité

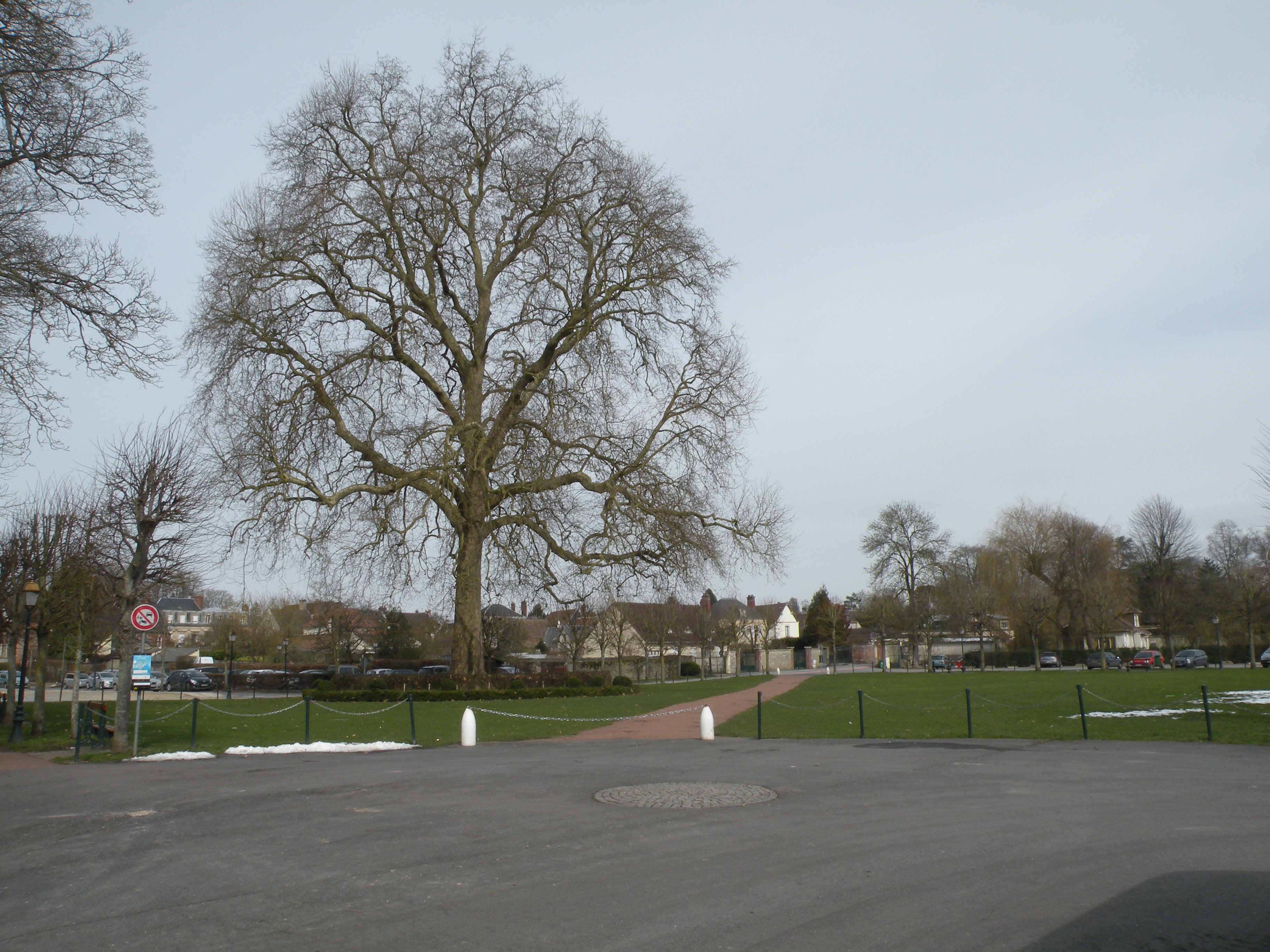
Le platane de la place de la Foulerie.

Divers spécimens de coquillages, essentiellement du lutétien, ont été découverts dans des carrières sablonneuses près de la commune par l'archéologue Raymond Pillon, dont certains spécimens uniques.
Le platane de la place de la Foulerie a reçu le label "Arbre Remarquable de France" le 16 octobre 2015, décerné par l'association A.R.B.R.E.S.,. Il aurait été planté vers 1800 par le jardinier de Rebetz à partir de graines rapportées de Syrie[réf. nécessaire].

## Urbanisme

### Typologie
Au 1er janvier 2024, Chaumont-en-Vexin est catégorisée bourg rural, selon la nouvelle grille communale de densité à sept niveaux définie par l'Insee en 2022.
Elle appartient à l'unité urbaine de Chaumont-en-Vexin, une unité urbaine monocommunale constituant une ville isolée,. Par ailleurs la commune fait partie de l'aire d'attraction de Paris, dont elle est une commune de la couronne,.

### Occupation des sols

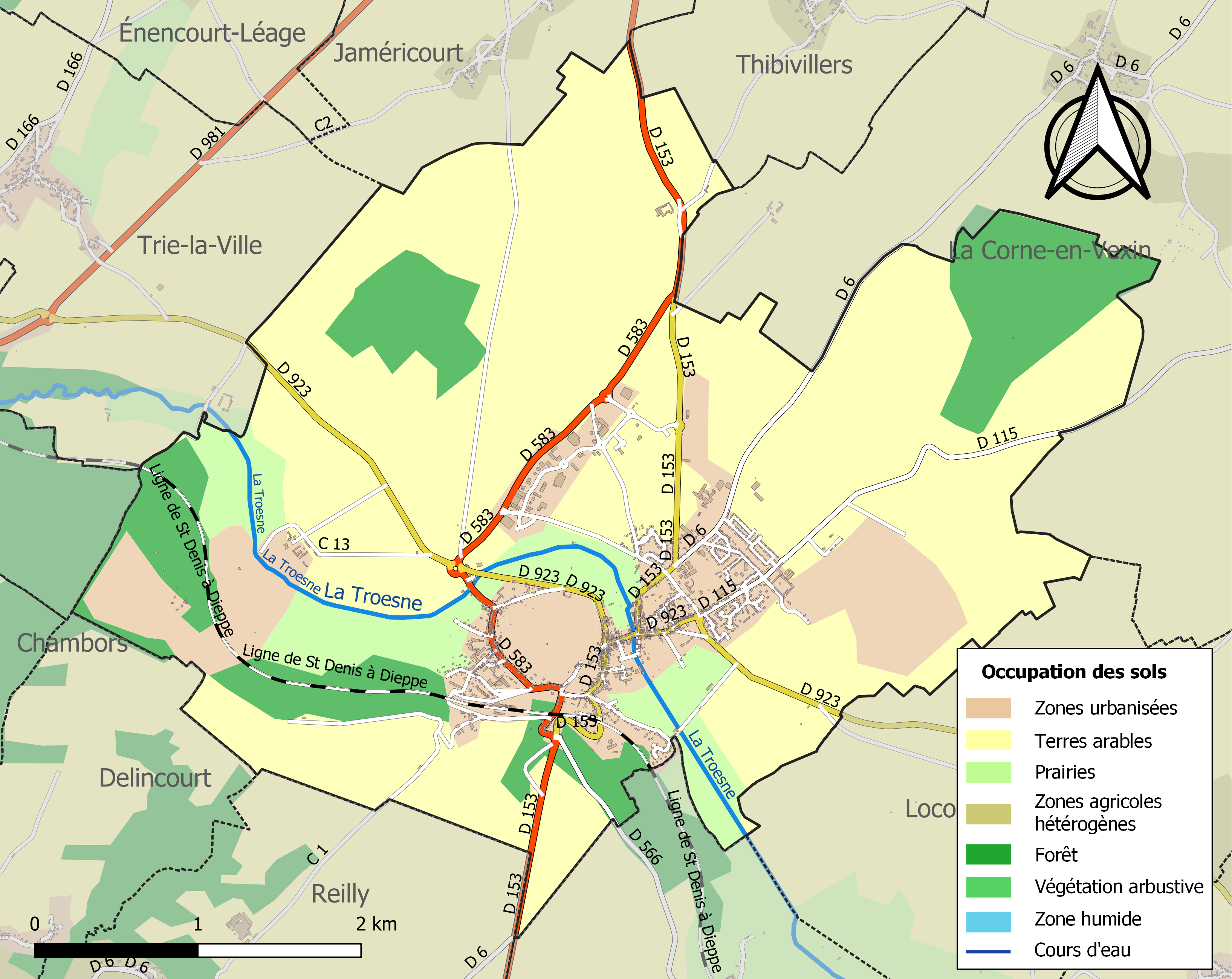
Carte des infrastructures et de l'occupation des sols de la commune en 2018 (CLC).

L'occupation des sols de la commune, telle qu'elle ressort de la base de données européenne d'occupation biophysique des sols Corine Land Cover (CLC), est marquée par l'importance des territoires agricoles (68,9 % en 2018), en diminution par rapport à 1990 (71,3 %). 
La répartition détaillée en 2018 est la suivante : terres arables (61 %), forêts (13,6 %), espaces verts artificialisés, non agricoles (8,4 %), prairies (7,9 %), zones urbanisées (7,7 %), zones industrielles ou commerciales et réseaux de communication (1,5 %). 
L'évolution de l'occupation des sols de la commune et de ses infrastructures peut être observée sur les différentes représentations cartographiques du territoire : la carte de Cassini (XVIIIe siècle), la carte d'état-major (1820-1866) et les cartes ou photos aériennes de l'IGN pour la période actuelle (1950 à aujourd'hui).

### Lieux-dits, hameaux et écarts
Il y a plusieurs hameaux et écarts : Laillerie (ancienne commune), aujourd'hui presque totalement intégrée, Bertichères, Rebetz, le Petit Rebetz et Saint-Brice (autre ancienne commune). La commune est entourée de nombreux lieux-dits témoignant d'une très importante implantation paysanne qui a façonné la commune.

### Habitat et logement
En 2021, le nombre total de logements dans la commune était de 1 476, alors qu'il était de 1 409 en 2016 et de 1 264 en 2011. 
Parmi ces logements, 90,3 % étaient des résidences principales, 2,4 % des résidences secondaires et 7,4 % des logements vacants. Ces logements étaient pour 67,8 % d'entre eux des maisons individuelles et pour 29,2 % des appartements. 
Le tableau ci-dessous présente la typologie des logements à Chaumont-en-Vexin en 2021 en comparaison avec celle de l'Oise et de la France entière. Une caractéristique marquante du parc de logements est ainsi une proportion de résidences secondaires et logements occasionnels (2,4 %) supérieure à celle du département (2,4 %) mais inférieure à celle de la France entière (9,7 %). 
| Typologie                                               | Chaumont-en-Vexin | Oise | France entière |
| ------------------------------------------------------- | ----------------- | ---- | -------------- |
| Résidences principales (en %)                           | 90,3              | 90,5 | 82,2           |
| Résidences secondaires et logements occasionnels (en %) | 2,4               | 2,4  | 9,7            |
| Logements vacants (en %)                                | 7,4               | 7    | 8,1            |

### Voies de communication et transports

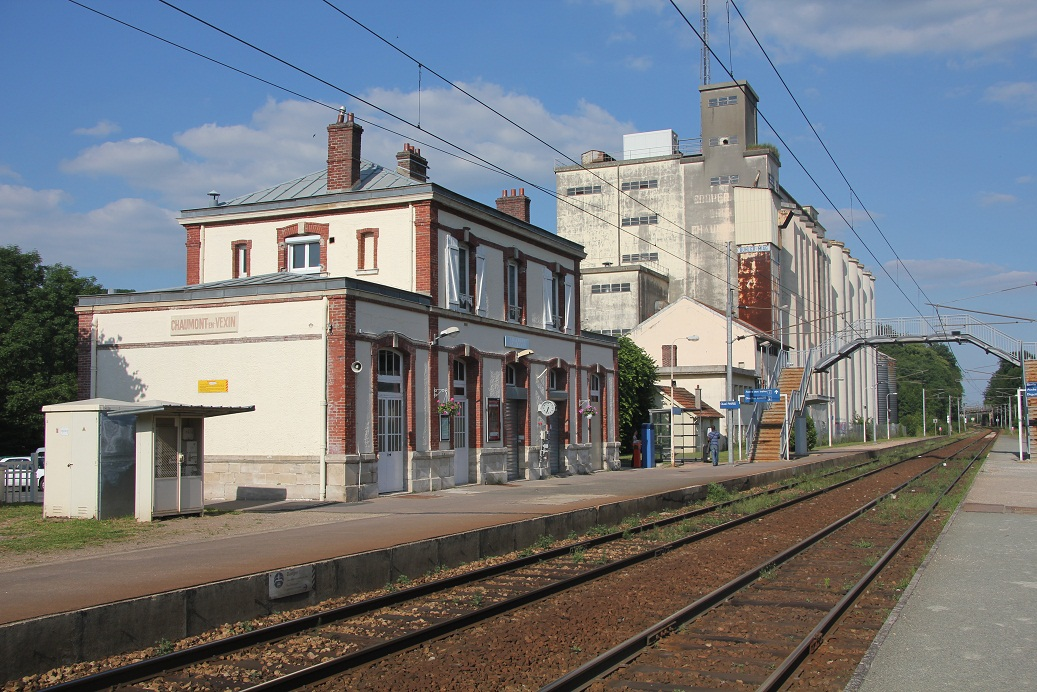
La gare.

La gare de Chaumont-en-Vexin, située sur la ligne Paris-Saint-Lazare - Gisors-Embranchement, est desservie par les trains du Transilien J.
La commune est desservie, en 2023, par les lignes 604, 607, 608, 609, 6105, 6106, 6107, 6133, 6136, 6138 et 6146 du réseau interurbain de l'Oise.

## Toponymie
Attestée sous la forme latinisée Castrum Calvi Montis en 1112. Calvo monte vers 1050.
Archétype toponymique fréquent en France sous les formes Chaumont, Caumont ou Calmont et qui représente le composé roman chals / caux (issues du latin calvus) ancienne formes masculines de « chauve » (jadis féminin) et mont « colline, éminence, mont », soit « mont chauve »,. Équivalent du caumont picard.
Le 5 mars 1961, Chaumont prend le nom de Chaumont-en-Vexin.
Le Vexin est une région naturelle de France, qui se situe dans le nord-ouest de l'Île-de-France et pour une petite partie dans les Hauts-de-France, étendue sur les départements du Val-d'Oise, des Yvelines et de l'Oise.

## Histoire

### Préhistoire
Dans la région autour de la ville, dans le bois de Bertichères sur la commune de Trie-Château, il reste plusieurs traces du néolithique : un dolmen dit de la Pierre trouée et un menhir.

### Moyen Âge
La butte centrale du village était originairement plus petite mais elle a été rehaussée par les premiers constructeurs d'une motte castrale au début du Moyen Âge[réf. nécessaire].
Chaumont était la capitale du comté qui porta son nom, et qui existait déjà sous le règne de Philippe Ier. Ce comté comprenait une étendue de pays évaluée à environ quatre-vingt lieues carrées : les premiers comtes étaient les bénéficiaires de charges importantes à la cour.
Chaumont, placé à la limite du duché de Normandie, a joué un rôle important dans les guerres que les Normands et les rois d'Angleterre mènent contre la France jusque vers 1260. La place, située sur un mamelon au nord du coteau vers Gisors, isolée et forte naturellement, est équipée d'un château par les rois de France afin de répondre à celui de Gisors, des Normands.
Louis Graves indiquait que « le château était bâti sur un plan elliptique, et composé de dix tours séparées par des intervalles égaux ; il renfermait dans son enceinte le prieuré de Saint-Pierre, et le donjon nommé Tour-au-bègue ».
Après l'incendie de 1167, la ville ne fut plus rebâtie sur le coteau, mais elle s'étendit insensiblement sur les bords de la rivière au couchant, et fut fermée par trois portes dont une existait encore » au début du XIXe siècle.
En 1182, Philippe Auguste donne des institutions communales à la ville, en échange de la prise en charge par les bourgeois des travaux de fortifications de la ville et d'un service d'ost.

### Révolution française et Empire

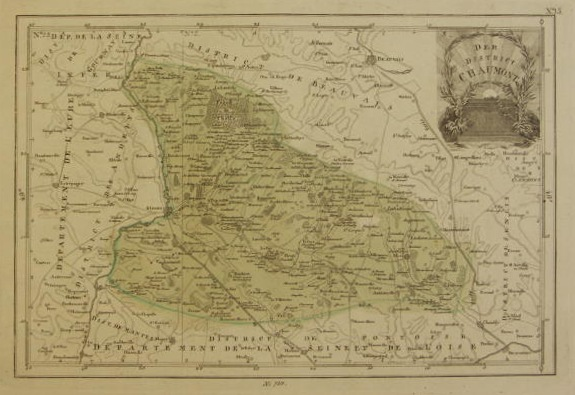
Carte du district de Chaumont, en 1805, par Reilly.

La ville est chef-lieu du district de Chaumont de 1790 à 1795.
Les communes instituées par la Révolution française de Laillerie et Saint-Brice sont rattachées à Chaumont entre 1790 et 1794.

### Époque contemporaine
En 1827, la commune est propriétaire de l'ancien couvent des Récollets, dont elle fera ultérieurement sa mairie, du presbytère, d'une école pour les filles qui lui a été donnée par Mme Pichelin, une place pour le marché, une pour le jeu de tamis qui sert aussi de champ de foire, et une place de danse et de promenade. Une tannerie, une mégisserie, trois moulins à eau et deux fours à chaux étaient exploités à Chaumont. « Une partie de la population féminine travaille pour les manufactures de blondes de Chantilly. Une autre partie de la population détournée des travaux agricoles par des habitudes urbaines, demeure inoccupée ». En 1859, l'école des filles, devenue insuffisante, n'était plus utilisée, et la ville disposait d'un service d'incendie, animé par une compagnie de garde nationale. Un marché aux grains et aux comestibles était organisé le jeudi, et chaque année deux foires s'y tenaient, les 12 mai et 6 décembre. La ville était dotée d'un bureau de poste, qui desservait 28 communes, et un relais de poste aux chevaux
La création de la ligne de Saint-Denis à Dieppe avec la gare de Chaumont-en-Vexin par la Compagnie des chemins de fer de l'Ouest en 1868 vient faciliter les déplacements des habitants et le transport des marchandises.
Pendant la Première Guerre mondiale (avril-mai 1918), les forces américaines ont transité par la ville,. Les quartiers généraux des différents régiments ont été affectés à plusieurs communes du canton. La 1re division arrivait du secteur de Toul en avril 1918. Des manœuvres y ont eu lieu. Le général John J Pershing lui-même est venu afin de s'y adresser aux officiers américains avant leur départ pour le front,. Ils remporteront la bataille de Cantigny le 28 mai 1918.

## Politique et administration

### Rattachements administratifs et électoraux

#### Rattachements administratifs
La commune se trouve dans l'arrondissement de Beauvais du département de l'Oise.
Elle était le chef-lieu depuis 1793  du canton de Chaumont-en-Vexin. Dans le cadre du redécoupage cantonal de 2014 en France, cette circonscription administrative territoriale a disparu, et le canton n'est plus qu'une circonscription électorale.

#### Rattachements électoraux
Pour les élections départementales, la commune est  depuis 2014 le bureau centralisateur d'un nouveau canton de Chaumont-en-Vexin
Pour l'élection des députés, elle fait partie de la deuxième circonscription de l'Oise.

### Intercommunalité
Chaumont-en-Vexin est le siège de la communauté de communes du Vexin-Thelle, un établissement public de coopération intercommunale (EPCI) à fiscalité propre créé en 2000 et auquel la commune a transféré un certain nombre de ses compétences, dans les conditions déterminées par le code général des collectivités territoriales.

### Tendances politiques et résultats
Lors des élections municipales de 2014 dans l'Oise, la liste DVD menée par le maire sortant est la seule candidate et obtient donc la totalité des 906 suffrages exprimés, entrainant l'élection de la totalité des 23 membres de la liste, dont 5 élus au conseil communautaire.
Lors de ce scrutin, 46,28 % des électeurs se sont abstenus et 16,34 % d'entre eux ont voté blanc ou nul.
Lors du premier tour des élections municipales de 2020 dans l'Oise, la liste menée par Emmanuelle Lamarque — soutenue par le maire sortant qui ne se représentait pas —  obtient la majorité absolue des suffrages exprimés, avec 518 voix (51,69 %, 18 conseillers municipaux élus dont 6 conseillers communautaires), devançant très largement les listes menées respectivement par :
 
- René Gaillet 	(SE, 271 voix, 27,04 %, 3 conseillers municipaux dont 1 communautaire) ;

- Philippe Virolle (ancien candidat La France insoumise, 213 voix, 21,25 %, 2 conseillesr municipaux élus dont 1 communautaire).

Lors de ce scrutin marqué par la pandémie de Covid-19 en France, 50,29 % des électeurs se sont abstenus.

### Liste des maires
| Période        | Période                   | Identité                | Étiquette    | Qualité |
| -------------- | ------------------------- | ----------------------- | ------------ | --- |
| 1793           | mai 1826                  | Simon Lelarge           |              | Docteur en médecine                                                                                                  |
| mai 1826       | août 1830                 | Pierre Commecy          |              | Ancien Juge de paix                                                                                                  |
| août 1830      | septembre 1858            | Jean-Baptiste Wattebled |              | Propriétaire |
| septembre 1858 | mai 1868                  | Théodore Renard         |              | Propriétaire |
| mai 1868       | mai 1871                  | Jean-Baptiste Frion     |              | Propriétaire |
| mai 1871       | janvier 1877              | Théodore Renard         |              | Propriétaire |
| janvier 1877   | 1878                      | François Morin          |              | Propriétaire |
| 1878           | avril 1882                | Félix Baley             |              | Épicier |
| avril 1882     | avril 1885                | François Morin          |              | Propriétaire |
| avril 1885     | mars 1894                 | Joseph Streiff          |              | Pharmacien |
| mars 1894      | novembre 1897             | Gustave Gatine          |              | Notaire honoraire |
| novembre 1897  | mai 1900                  | Félix Baley             |              | Épicier |
| mai 1900       | août 1900                 | Fernand Leleu           |              | |
| août 1900      | mai 1904                  | Marie Lebaillis         |              | |
| mai 1904       | mai 1908                  | Pierre Cozette          |              | |
| mai 1908       | mai 1935                  | Émile Déchamps          | Rad.         | Huissier honoraire Conseiller général de Chaumont-en-Vexin (1913 → 1940)                                             |
| mai 1935       | octobre 1944              | Lucien Vergelde         |              | Commerçant |
| octobre 1944   | mai 1945                  | Georges Martinet        |              | Docteur en médecine                                                                                                  |
| mai 1945       | juillet 1962              | Roger Blondeau          | DVD          | Agent d'assurance Conseiller général de Chaumont-en-Vexin (1949 → 1962) Décédé en fonction                           |
| juillet 1962   | mars 1971                 | Jean Lefèvre            |              | Agent d'assurance |
| mars 1971      | mars 1983                 | Jacques Blondeau        | DVD puis RPR | Agent d'assurance Conseiller général de Chaumont-en-Vexin (1962 → 1983)                                              |
| mars 1983      | mars 1992                 | Georges Costa           |              | Professeur de collège                                                                                                |
| mars 1992      | mai 2020                  | Pierre Rambour          | DVD          | Artisan chauffagiste                                                                                                 |
| mai 2020       | En cours (au 17 mai 2025) | Emmanuelle Lamarque     | DVD          | Mère au foyer Conseillère régionale des Hauts-de-France (2021 → ) Vice-présidente de la CC du Vexin-Thelle (2020 → ) |

## Équipements et services publics

### Enseignement
Les écoles et collèges de Chaumont-en-Vexin appartiennent à l'académie d'Amiens, située en zone B.
La commune gère les écoles publiques Roger Blondeau, situées place de la Foulerie : une maternelle et une primaire.
Chaumont accueillait historiquement deux collèges publics : le collège Saint-Exupéry, au sud, et le collège Guy-de-Maupassant, au nord — qui faisait office d'annexe du premier lorsqu'il est construit —. 
La création d'un lycée est décidée par la Région Hauts-de-France en accord avec les autorités académiques. Il devrait ouvrir en 2029, et ce sera alors la première création d'un lycée depuis trente ans dans l'Oise.
En 2025, la région et le département proposent d'implanter le lycée dans les locaux du collège Saint-Exupéry, profitant d'une importante baisse des effectifs scolaires : les deux collèges accyeillent en 2025-2026 853 élèves alors que les locaux pourraient accueillir 1475 élèves. La création de cette cité scolaire pourrait intervenir dès la rentrée 2026 et permettrait de ne dsépenser que cinq millions d'euros pour la première phase de cette création de lycée.

### Santé
Le Centre hospitalier Bertinot Juel, créé en 1924, s'est spécialisé dans les soins gériatriques et les consultations de spécialistes,.
L'EHPAD de « La Compassion » accueille des personnes âgées dépendantes à Chaumont-en-Vexin.

### Équipements sportifs
La Plaine des sports communautaire de Chaumont-en-Vexin s'étend sur 8 hectares.
L'intercommunalité administre la piscine l'Aquavexin

### Vie sociale
Le Centre social rural du Vexin-Thelle (CSRVT) de Chaumont-en-Vexin rayonne sur le territoire de l'intercommunalité et propose diverses animatuions, comme des activités pour les jeunes proposées les mercredis, ou feds services périscolaires qui aident les écoliers à faire leurs devoirs.

### Justice, sécurité, secours et défense
Le centre de secours de Chaumont-en-Vexin assure la protection des habitants contre l'incendie et les accidents.

## Population et société

### Démographie
Les habitants sont appelés les Chaumontois.

#### Évolution démographique
L'évolution du nombre d'habitants est connue à travers les recensements de la population effectués dans la commune depuis 1793. Pour les communes de moins de 10 000 habitants, une enquête de recensement portant sur toute la population est réalisée tous les cinq ans, les populations de référence des années intermédiaires étant quant à elles estimées par interpolation ou extrapolation. Pour la commune, le premier recensement exhaustif entrant dans le cadre du nouveau dispositif a été réalisé en 2004.

En 2022, la commune comptait 3 359 habitants, en évolution de +3,77 % par rapport à 2016 (Oise : +0,87 %, France hors Mayotte : +2,11 %).
| 1793  | 1800  | 1806  | 1821  | 1831  | 1836  | 1841  | 1846  | 1851  |
| ----- | ----- | ----- | ----- | ----- | ----- | ----- | ----- | ----- |
| 1 072 | 1 081 | 1 069 | 1 054 | 1 126 | 1 113 | 1 136 | 1 201 | 1 265 |

| 1856  | 1861  | 1866  | 1872  | 1876  | 1881  | 1886  | 1891  | 1896  |
| ----- | ----- | ----- | ----- | ----- | ----- | ----- | ----- | ----- |
| 1 146 | 1 195 | 1 304 | 1 269 | 1 325 | 1 373 | 1 412 | 1 431 | 1 443 |

| 1901  | 1906  | 1911  | 1921  | 1926  | 1931  | 1936  | 1946  | 1954  |
| ----- | ----- | ----- | ----- | ----- | ----- | ----- | ----- | ----- |
| 1 496 | 1 513 | 1 538 | 1 557 | 1 509 | 1 546 | 1 763 | 1 728 | 1 763 |

| 1962  | 1968  | 1975  | 1982  | 1990  | 1999  | 2004  | 2006  | 2009  |
| ----- | ----- | ----- | ----- | ----- | ----- | ----- | ----- | ----- |
| 1 818 | 1 889 | 2 027 | 2 697 | 2 965 | 3 078 | 3 081 | 3 085 | 2 980 |

| 2014  | 2019  | 2022  | - | - | - | - | - | - |
| ----- | ----- | ----- | - | - | - | - | - | - |
| 3 166 | 3 340 | 3 359 | - | - | - | - | - | - |

#### Pyramide des âges
En 2018, le taux de personnes d'un âge inférieur à 30 ans s'élève à 33,2 %, soit en dessous de la moyenne départementale (37,3 %). À l'inverse, le taux de personnes d'âge supérieur à 60 ans est de 30,8 % la même année, alors qu'il est de 22,8 % au niveau départemental.
En 2018, la commune comptait 1 506 hommes pour 1 799 femmes, soit un taux de 54,43 % de femmes, largement supérieur au taux départemental (51,11 %).
Les pyramides des âges de la commune et du département s'établissent comme suit.
| Hommes | Classe d’âge | Femmes |
| ------ | ------------ | ------ |
| 1,5    | 90 ou +      | 4,6    |
| 7,7    | 75-89 ans    | 12,8   |
| 16,6   | 60-74 ans    | 17,5   |
| 19,9   | 45-59 ans    | 17,6   |
| 16,9   | 30-44 ans    | 17,7   |
| 18,0   | 15-29 ans    | 13,0   |
| 19,4   | 0-14 ans     | 16,7   |

| Hommes | Classe d’âge | Femmes |
| ------ | ------------ | ------ |
| 0,5    | 90 ou +      | 1,4    |
| 5,5    | 75-89 ans    | 7,6    |
| 15,6   | 60-74 ans    | 16,3   |
| 20,8   | 45-59 ans    | 20     |
| 19,4   | 30-44 ans    | 19,4   |
| 17,6   | 15-29 ans    | 16,2   |
| 20,6   | 0-14 ans     | 19,1   |

### Sports
En 2019, le  Club sportif chaumontois (CSC) accueille 419 licenciés. Une convention signée avec le collège Guy-de-Maupassant permet à une quarantaine d'élèves de s'entrainer au foot avec le club. Le club envisage d'étendre ses activités pour devenir un club omnisports sur le territoire de l'intercommunalité.
Le Chaumont Vexin Thelle Athlétisme est un club d'athlétisme.
L'association Les Aigles du Vauroux a organisé à la Plaine des sports les championnats de France d'aéromodélisme de 2020.

### Manifestations culturelles et festivités
Un salon du livre est organisé tous les ans vers la mi-mai.[réf. nécessaire]
La troisième édition du Royal jump s'est tenue au domaine de Bertichères début juin 2019,.
La première édition de la Royale Run, présentée comme une « course à obstacles médiévale fantastique », s'est tenue en juillet 2018, sur un circuit pédestre de huit kilomètres sur un domaine naturel de plus de 70 hectares situé dans le bois de Gomerfontaine.

## Culture locale et patrimoine

### Lieux et monuments

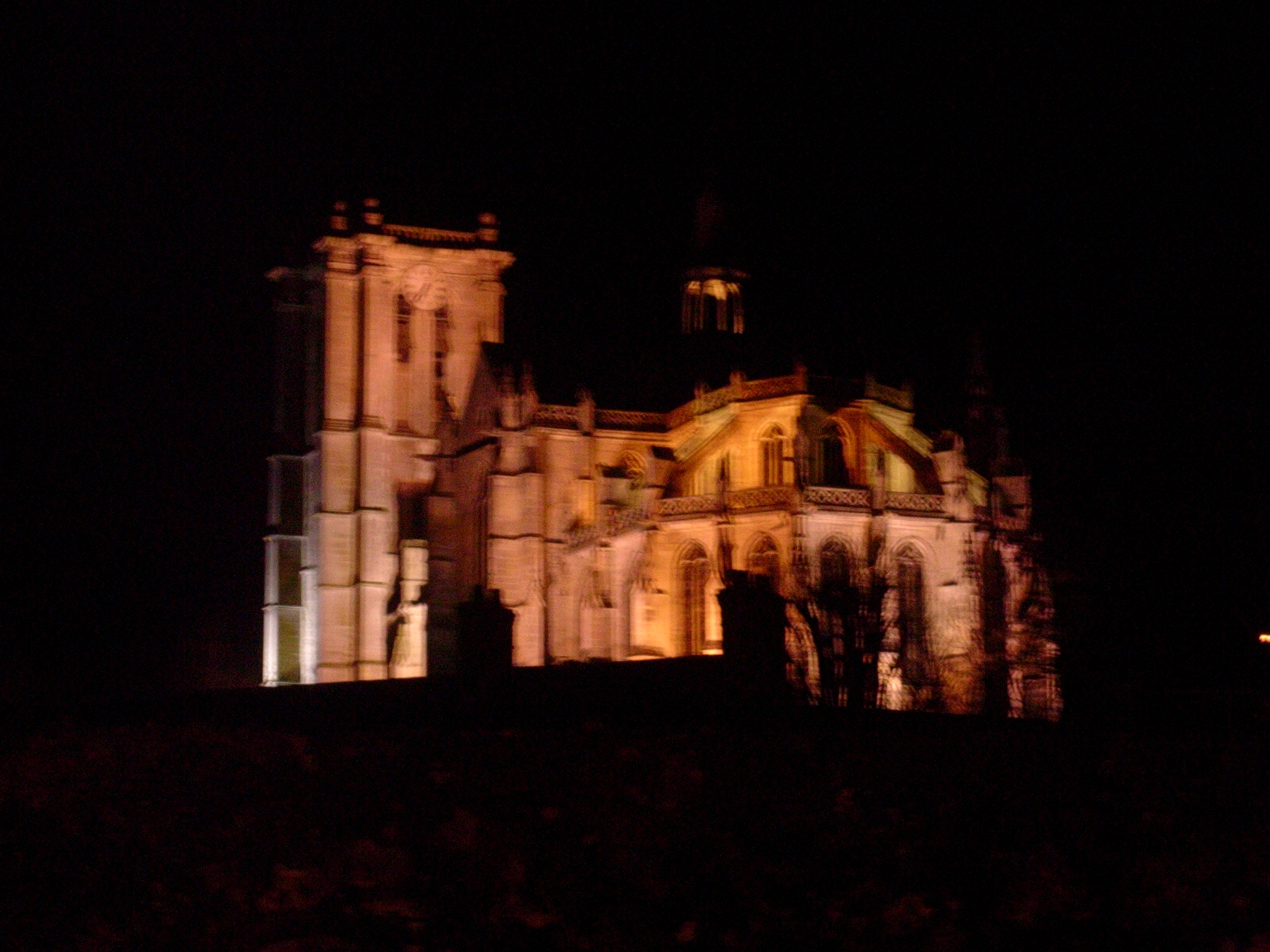
Église Saint-Jean-Baptiste de nuit.

Chaumont-en-Vexin compte deux monuments historiques sur son territoire : 
- Église Saint-Jean-Baptiste (classée monument historique[61]), bâtie un peu à l'écart du centre du bourg sur le flanc oriental de la butte du vieux château, et l'on peut uniquement y accéder par des escaliers.

L'église Saint Jean-Baptiste représente le principal édifice religieux du Vexin français qui date entièrement du XVIe siècle. C'est un édifice très homogène de style gothique flamboyant, construit sous une seule campagne entre 1530 environ et 1554. Seules les clés de voûte, certains éléments du décor du portail du croisillon nord et le clocher affichent le style de la Renaissance ; cependant, le clocher est resté inachevé, et le second clocher et la première travée de la nef avec la façade occidentale n'ont jamais été construits.
À l'extérieur, le portail du croisillon nord avec son élégant décor flamboyant constitue l'élément le plus remarquable. L'intérieur est vaste et lumineux, et la modénature s'avère complexe et original. Malgré la période avancée, l'on identifie toujours de nombreuses références à l'architecture des XVe et XIVe siècles, dont le transept nettement débordant, la forme des piliers dérivé des piliers fasciculés gothiques, et surtout les chapiteaux de feuillages. Mais contrairement à l'usage à l'apogée de la période gothique, il n'y a pas de triforium, et les élévations du vaisseau central ne comptent que deux niveaux. Quant au plan à déambulatoire sans chapelles rayonnantes, il est propre à un petit nombre d'églises d'Île-de-France, et dérive de la première cathédrale Notre-Dame de Paris. Sinon, c'est de la collégiale de Gisors que vient l'inspiration, et le maître-maçon qui fournit le plan est un proche collaborateur de Jean Grappin.
Parmi le mobilier, les stalles du XVIe siècle méritent surtout l'attention ; elles proviennent par ailleurs de la collégiale de Gisors. Certains vitraux subsistent d'origine et sont également intéressants ; il s'agit de fragments répartis sur plusieurs verrières et six verrières du transept et du déambulatoire qui comportent encore en majeure partie des éléments de la Renaissance,.

L'église Saint-Jean-Baptiste
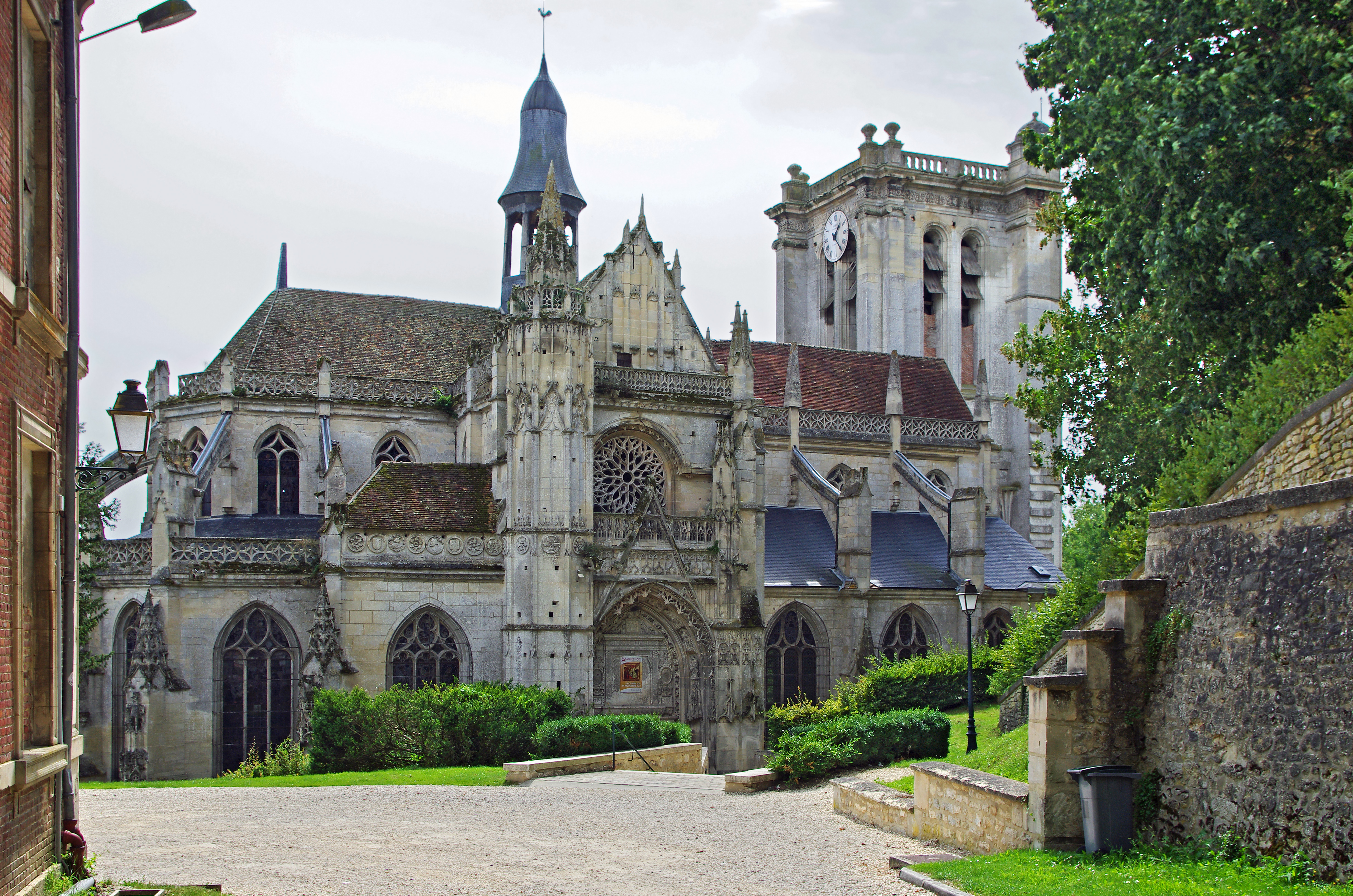
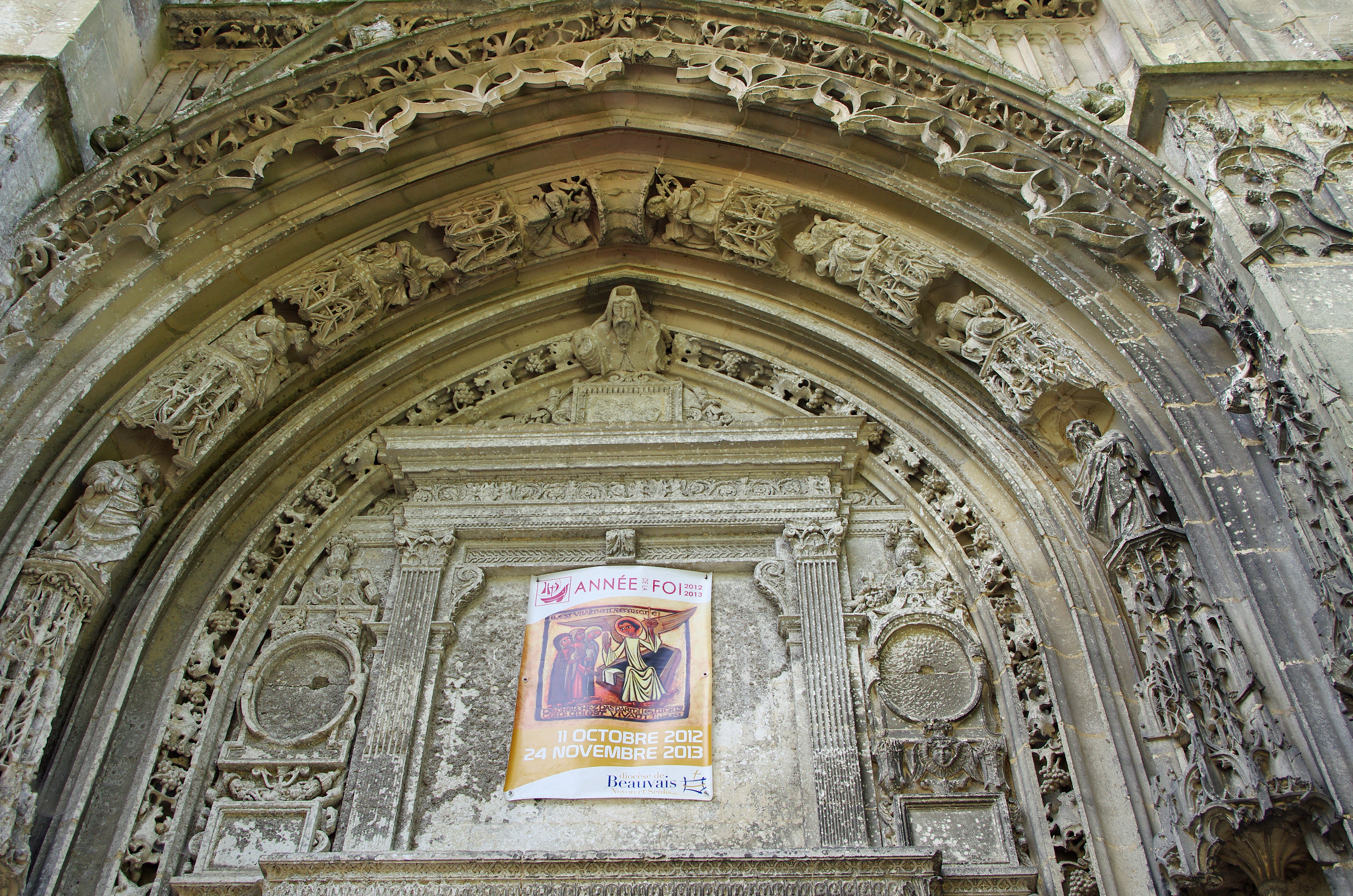

- Château de Bertichères, des XVIe et XVIIe siècles[64].

Le château de Bertichères
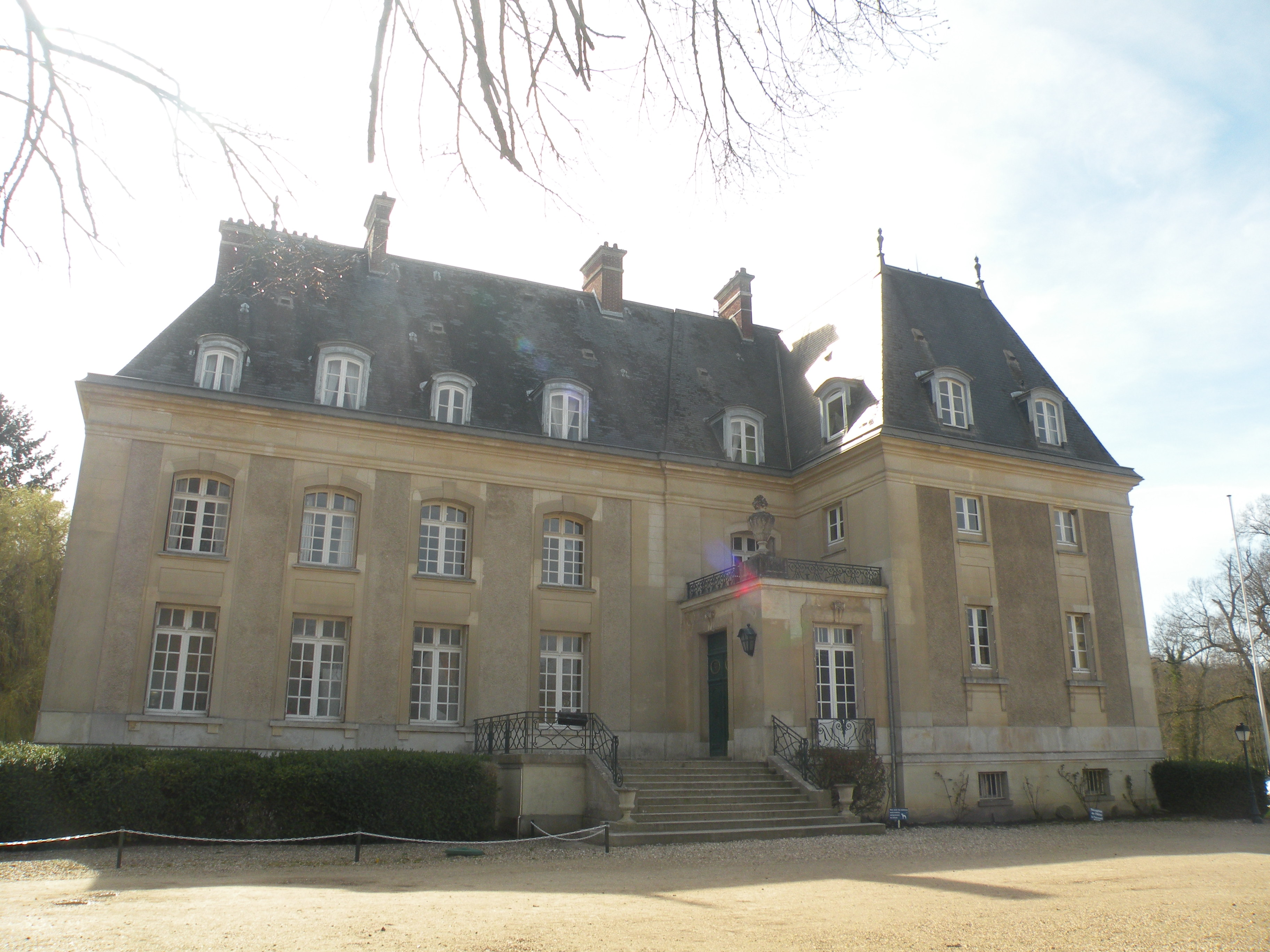
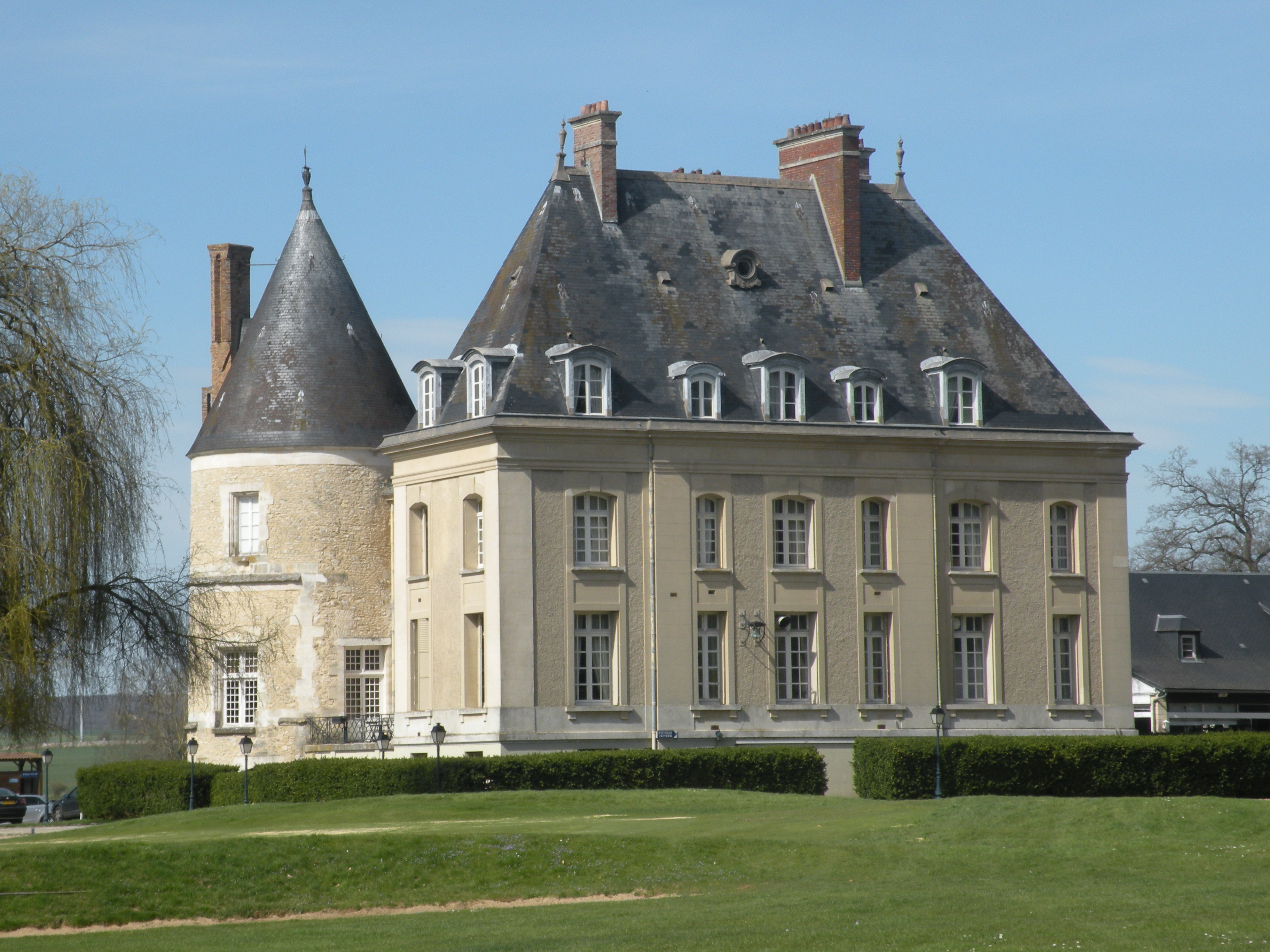
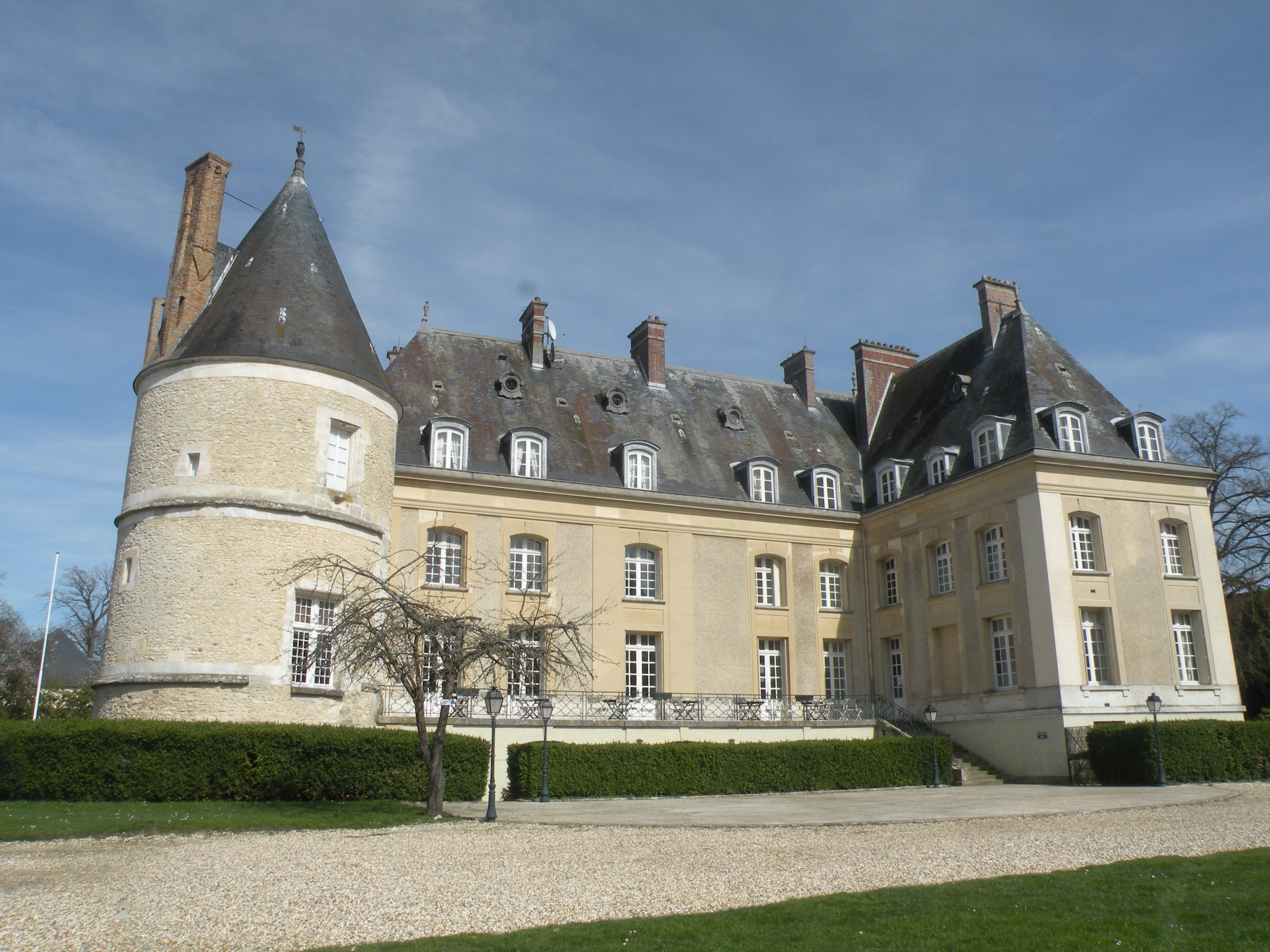
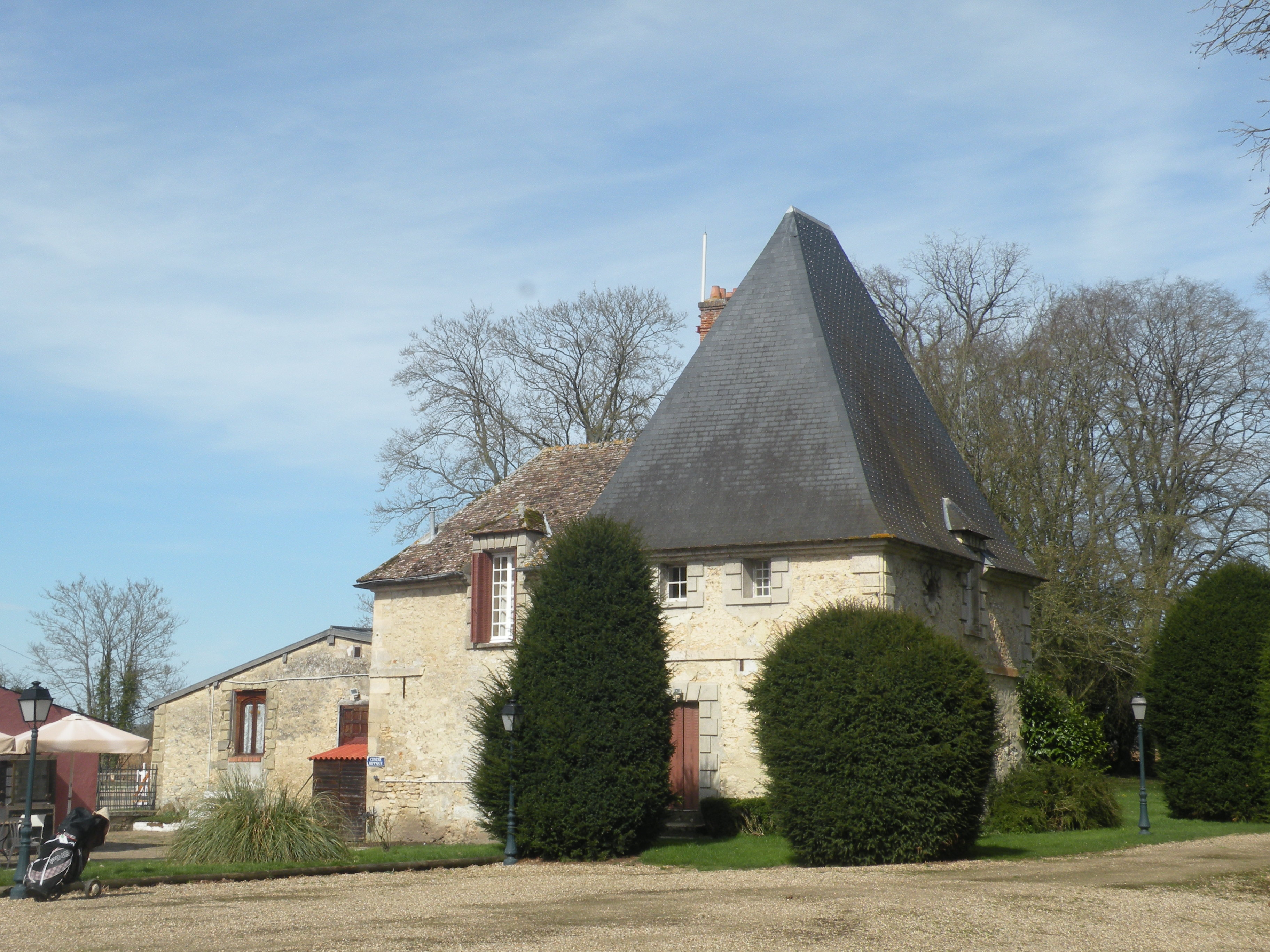
Les communs

On peut également signaler :
- La place centrale de la commune est nommée place de la Foulerie ; c'est ici qu'était foulé le lin provenant des champs des alentours.
- La mairie, installée au début du XXe siècle dans l'ancien couvent des Récollets.
Ceux-ci « s'étaient d'abord établis à Sainte-Marguerite, près Trie-Château ; ils obtinrent ensuite du duc de Longueville seigneur de Chaumont, et des habitants, leur agrément pour se transporter dans cette ville. Ils s'installèrent dans la chapelle du château, jusqu'à ce que le couvent qu'ils faisaient construire au faubourg de Liancourt fut en état de les recevoir; la prise de possession de leur nouveau local eut lieu en 1637 (...) Le couvent des recollets servit de siège au district de Chaument. Il a été acquis en 1819 par l'administration municipaie qui y la placé la caserne de la gendarmerie, la mairie, la justice de paix , le dépôt de mendicité, une école avec logement de l'instituteur[23]. ».
- Le musée Raymond-Pillon (labellisé musée de France) présente les pièces paléontologiques et archéologiques récoltées par R. Pillon, cordonnier, membre de la Société préhistorique de France et officier d'Académie.
- Le site dit Darcy, légué à la commune, est en cours d'aménagement pour y présenter la Grande Carrière ainsi qu'une plage lutétienne à beach-rock. L'ensemble du domaine sera consacré à la biodiversité actuelle et celle, marine, du lutétien en relation avec le musée R.-Pillon.
- La commune possédait quatre portes semblables à celle visible à Trie-Château et qui marquaient les limites de la ville médiévale au XVIe siècle. Elles restèrent en place jusqu'au début du XIXe siècle. Les portes de Liancourt, de Gisors (dit d'Enfer), de Beauvais et Linot.
- L'ancienne chapelle dédiée à Saint-Jean-L'Évangéliste est édifiée en 1633 au centre du bourg, confisquée puis vendue comme bien national après la Révolution Française. Elle est aujourd'hui une propriété privée.
- Chapelle Saint-Europe, dans le parc du château de Bertichères, qui est le chœur d'un édifice dont la nef a disparu, et qui est datable  des années 1170/1180. C'était le lieu pèlerinage autrefois très fréquenté[65]
- Le dolmen dit de la Pierre trouée et le menhir
- Les deux golfs à Chaumont-en-Vexin : le golf de Rebetz situé à l'est, celui de Bertichères à l'ouest[66]. Les deux ont été construits dans la propriété de châteaux locaux de style Renaissance tardive.

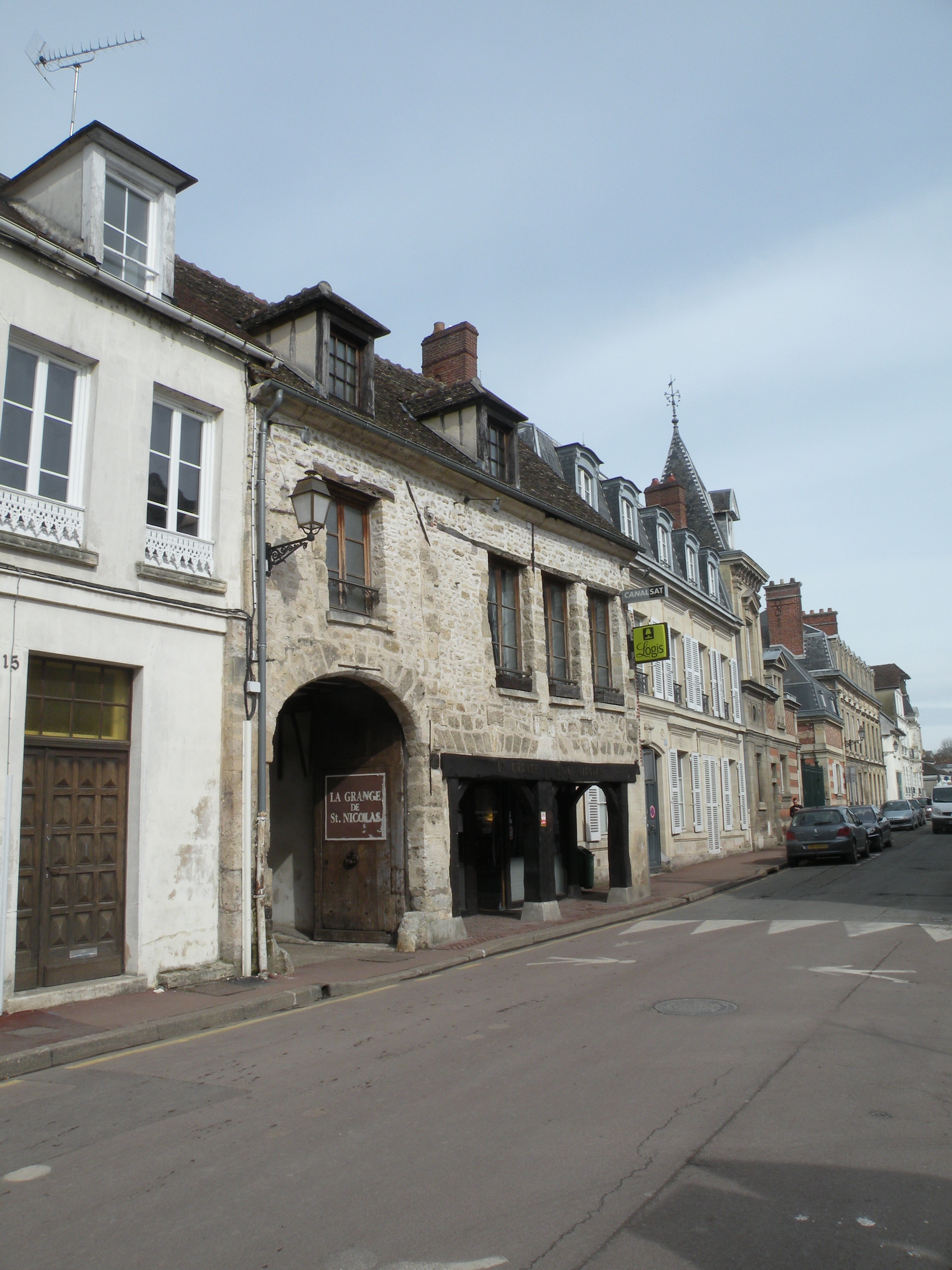
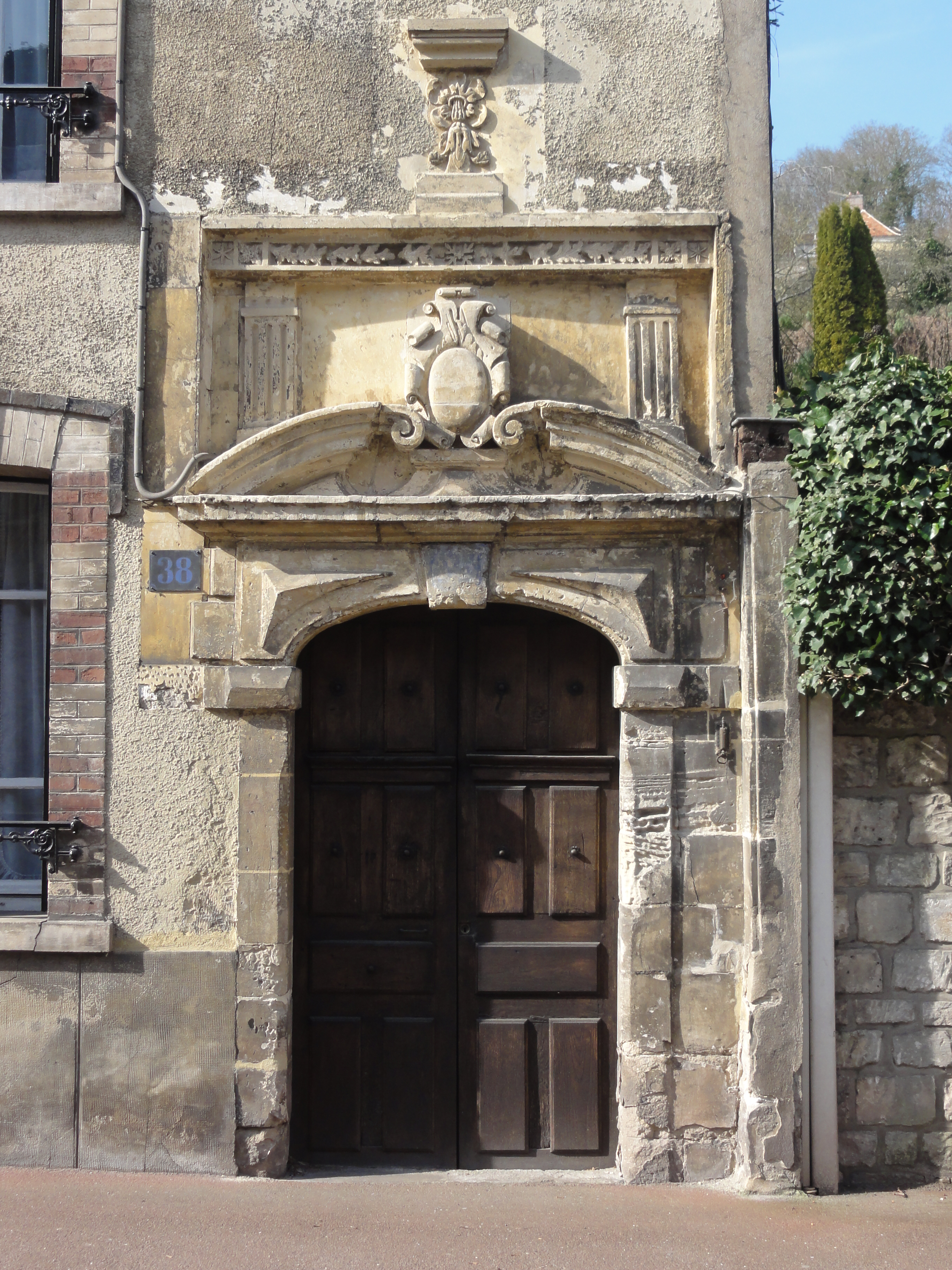
Portail renaissance au 38 RD153.
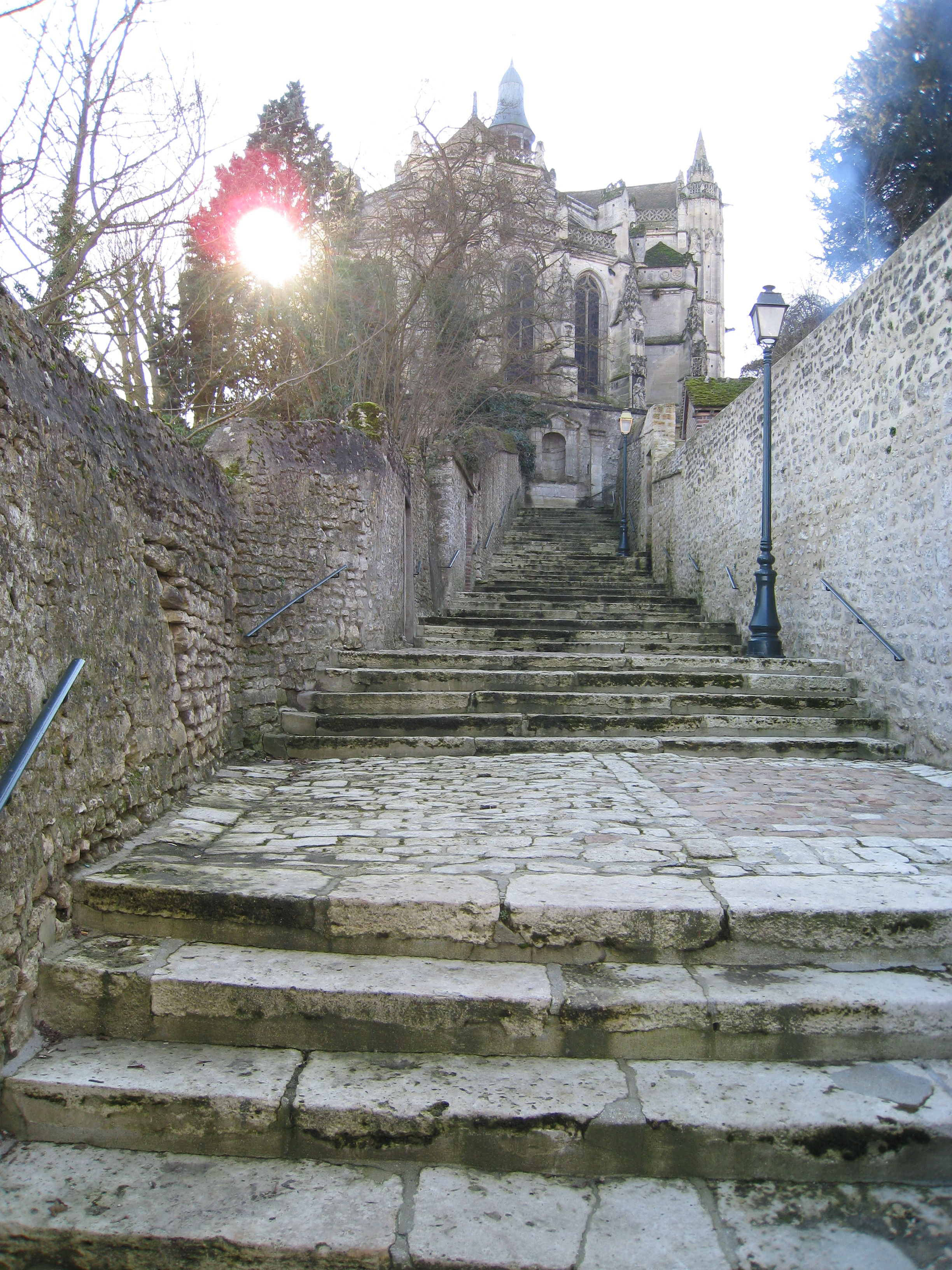
Escaliers de la rue de l'Église.
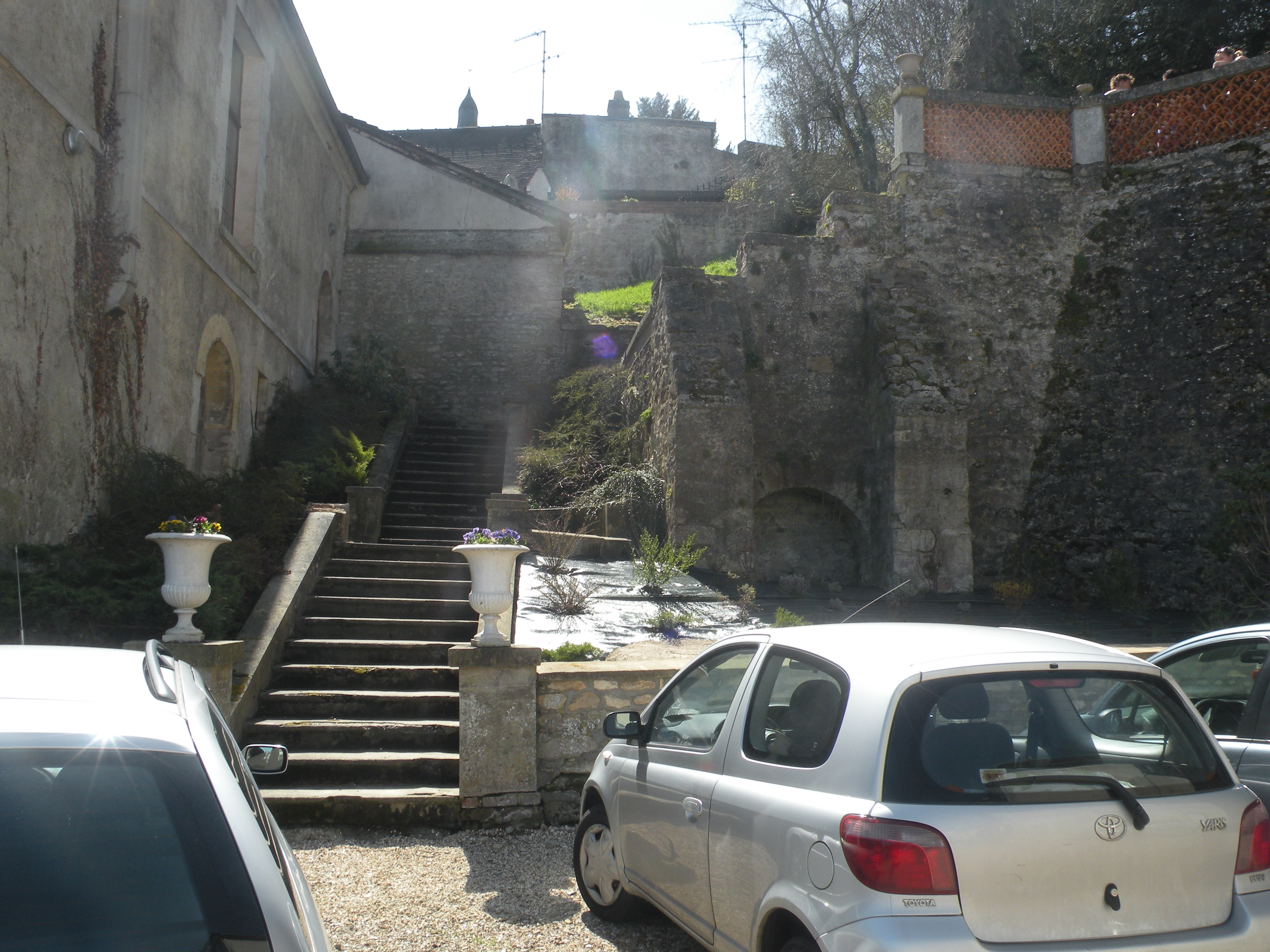
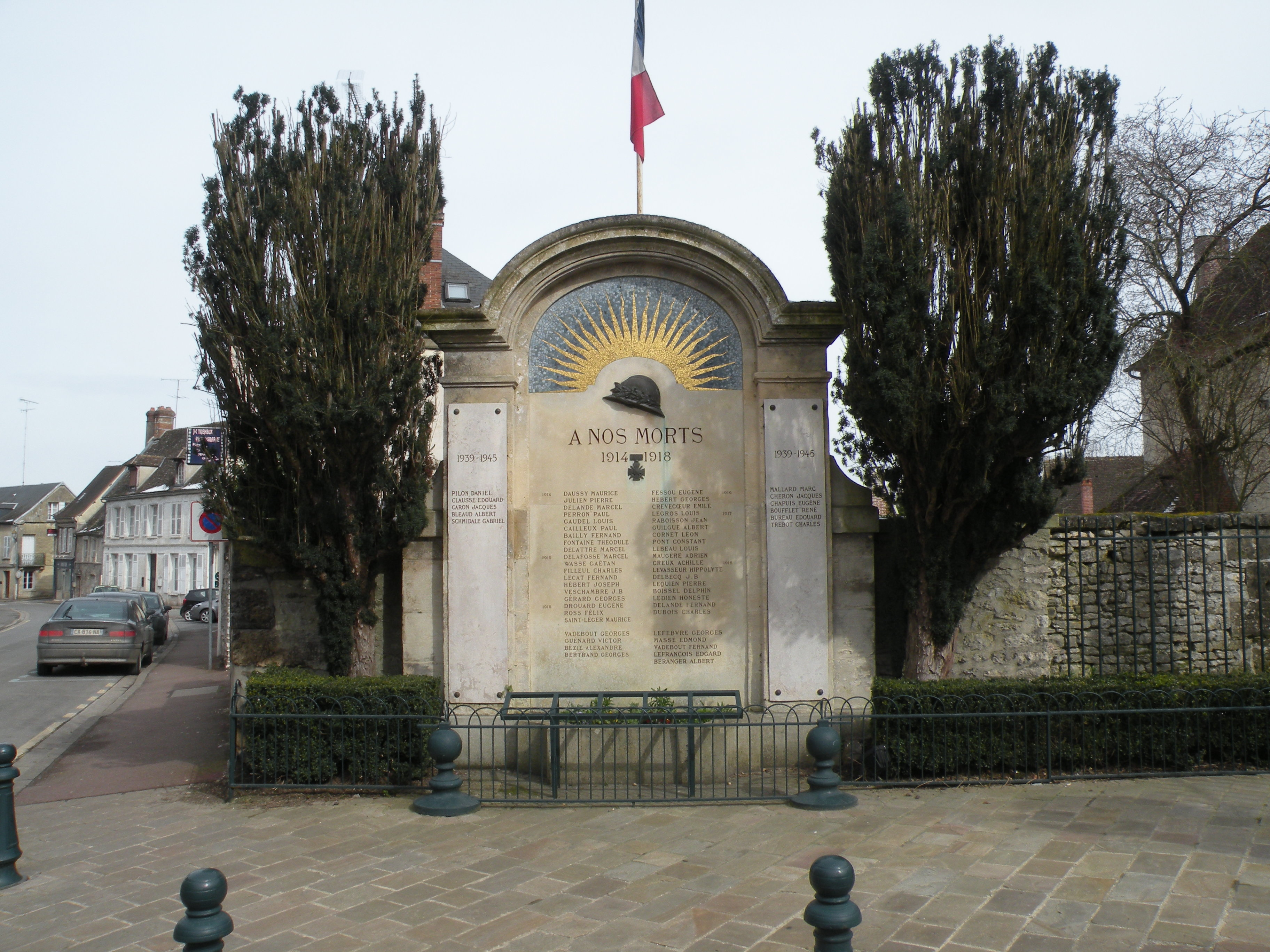
Le monument aux morts.
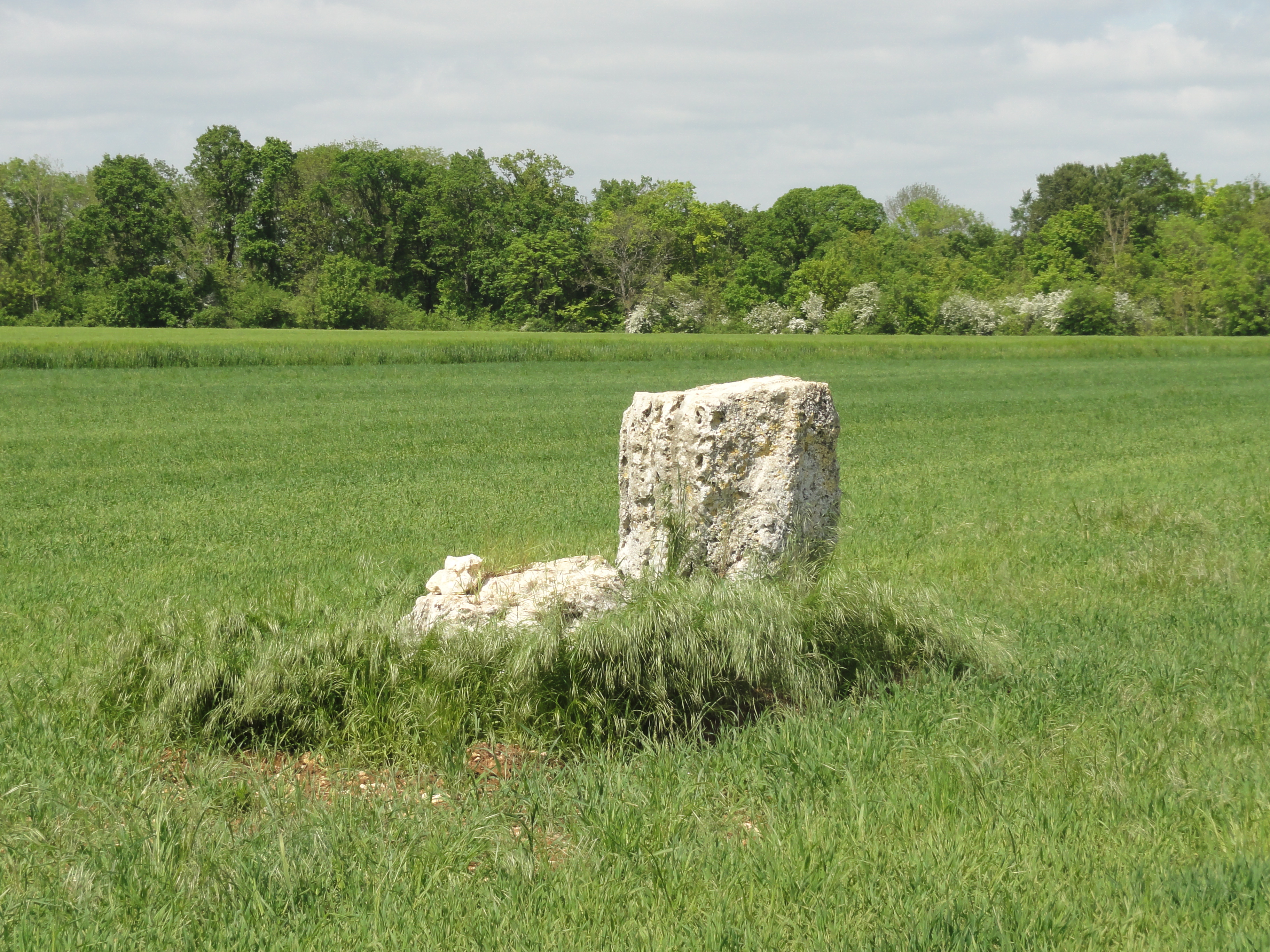
La Pierre droite

### Personnalités liées à la commune
- Georges Avenel (1828-1876), historien de la Révolution française, y est né..
- Paul Avenel (1823-1902), écrivain, poète, goguettier, dramaturge, chansonnier et journaliste y est né..
- Gérald Solnitzki dit Nicolas Bréhal (1952-1999), prix Renaudot 1993 pour Les Corps célestes et directeur du Mercure de France, a habité la commune[réf. nécessaire].
- Roger Caccia, 1904-1990, acteur de cinéma et de théâtre français y est décédé.
- Au XIIe siècle Osmond de Chaumont, est seigneur de Chaumont[67] et de Quitry. Un fils de Osmond, Guillaume Ier de Chaumont épouse Isabelle (né vers1101/1104 - mort après 1175), dame de Liancourt-Saint-Pierre, fille batarde de Louis le Gros.
- Hélène Dieudonné (1887-1980), comédienne y est décédée.
- Jules-Gustave Flammermont (1852-1899), historien, y est né.
- Emmanuel Godo (1965- ), essayiste et écrivain, y est né. Il a reçu la médaille de la ville le 25 avril 2004.
- François Heutte (1938- ), international français de football y est né.
- Michel Manzi (1849-1915), éditeur, imprimeur, collectionneur  et marchand d'art de la société Goupil & Cie, inventeur de la typogravure moderne y a vécu
- André Jacques Auguste du Pille (1763-1842), homme politique et peintre, y est né.
- Emile (Angèle)Tabary (1857-1927), peintre et photographe y est né[68]
- Michel-François Dailly (1724-1800), homme politique est l'un des deux députés du Tiers état élus en mars 1789

### Chaumont-en-Vexin dans les arts et la culture
- Le roman Poste restante de Michel Boscse déroule en partie à Chaumont-en-Vexin[69].

### Héraldique
| Blason de Chaumont-en-Vexin | Blason  | D'argent à la montagne de sinople surmontée d'un soleil d'argent rayonnant de gueules |
| Blason de Chaumont-en-Vexin | Détails | Le statut officiel du blason reste à déterminer.                                      |